# Millennium Tour
Millennium Tour este o companie  lansată în 1999, cu capital integral românesc, care are trei filiale în România și una în Bulgaria.
Este specializată în servicii turistice destinate firmelor, având experiență în domeniul turismului de afaceri, rezervărilor hoteliere, a transportului aerian sau terestru.
Operatorul deține un parc auto propriu, incluzând autocare, microbuze și autoturisme.
În iunie 2010, Millennium Tour a vândut portalul Paravion.ro, cea mai mare agenție online de bilete de avion din România, fondului de investiții spaniol GED.
Portalul a fost lansat în 2005 și a înregistrat cifră de afaceri de 5 milioane de euro în anul 2009.
Millennium Tour este operatorul celui mai mare centru spa din București (2011), Orhideea Health & Spa.
Începând cu anul 2012, Millennium Tour operează și un apart-hotel cu o capacitate de 80 de apartamente situat în București, Calea Plevnei 145B, sector 6.
Număr de angajați în 2008: 24
Cifra de afaceri în: 2008: 42,8 milioane lei 
Profit net în 2008: 0,1 milioane euro